# 木津川市立高の原小学校
木津川市立高の原小学校（きづがわしりつ たかのはらしょうがっこう）は、京都府木津川市兜台四丁目にある公立小学校。相楽ニュータウン内に位置する。
略して高小(たかしょう)とも呼ばれる。

## 概要
1985年、相楽ニュータウンの造成に伴う児童数増加に伴い開校した。校舎は3階建ての3つの校舎と体育館、屋外プールからなり、クラスは1学年2クラスの計12クラスで、そのほかにもねむのき学級と呼ばれる特別支援学級が2クラス用意されている。徒歩通学のみで登下校用の門は3ヶ所に用意されていたが、現在は安全の観点から北側の1ヶ所が閉鎖されている。また、現在は児童数の減少に伴い、近隣の木津第二中学校との統合･再編も検討されている。

## 沿革
- 1986年（昭和61年）4月1日 - 開校。
- 1990年（平成2年）3月26日 - 校舎を増築。
- 1991年（平成3年）3月1日 - 校歌制定。
- 1993年（平成5年）3月31日 - 木津町立相楽台小学校（現：木津川市立相楽台小学校）創設に伴い、校区変更。
- 1995年 (平成7年) 4月1日 - PTA発足
- 1997年（平成9年）10月9日 - コンピューター教室（21台）開設。
- 1998年（平成10年）4月1日 - 特別支援学級開設。
- 2007年（平成19年）3月12日　-　合併に伴い、木津町立から木津川市立に改称。
- 2020年（令和元年）- 木津小学校からの移転により北校舎内1階に木津川市適応指導教室(キッズふれあい教室)が開校。
- 2021年（令和2年）4月1日 - 国のGIGAスクール構想及び、市のICT教育推進計画に基づき一人一台のタブレット型PCの使用を開始。[2]

## 周辺の施設
- 木津川市立高の原幼稚園
- 木津川市立木津第二中学校
- 木津川市立兜台保育園
- 兜台2号公園（トンネル公園）
- 京都府立南陽高等学校・附属中学校
- 木津兜台郵便局
- イオンモール高の原

## 周辺の道路
- 京都府道328号

## 校区
- 京都府木津川市兜台

## 出身有名人
- 田中浩康 - （プロ野球選手・横浜DeNAベイスターズ所属）
- 横山由依 - AKB48

## 卒業後の進路
- 木津川市立木津第二中学校

## 校区が隣接している学校
- 木津川市立相楽台小学校
- 精華町立山田荘小学校
- （奈良県）奈良市立ならやま小中学校